# Péter Gulácsi
Péter Gulácsi (Budapest, Hungría, 6 de mayo de 1990) es un futbolista húngaro. Juega de portero y su equipo es el R. B. Leipzig de la Bundesliga.

## Selección nacional
Ha sido internacional con la selección de fútbol de Hungría con la cual disputó 58 partidos.

### Participaciones en Copas del Mundo
| Mundial                               | Sede   | Resultado |
| ------------------------------------- | ------ | --------- |
| Copa Mundial de Fútbol Sub-20 de 2009 | Egipto | Semifinal |

### Participaciones en Eurocopas
| Copa          | Sede     | Resultado        | Partidos | Goles |
| ------------- | -------- | ---------------- | -------- | ----- |
| Eurocopa 2016 | Francia  | Octavos de final | 0        | 0     |
| Eurocopa 2020 | Europa   | Fase de grupos   | 3        | 0     |
| Eurocopa 2024 | Alemania | Primera fase     | 3        | 0     |

## Estadísticas

### Clubes
Actualizado al último partido disputado el 5 de noviembre de 2024.
| Hereford United F. C. Inglaterra      | 3.ª           | 2008-09       | 18  | 32  | 0  | 0  | —  | —   | 18  | 32  |
| Hereford United F. C. Inglaterra      | Total club    | Total club    | 18  | 32  | 0  | 0  | 0  | 0   | 18  | 32  |
| Tranmere Rovers F. C. Inglaterra      | 3.ª           | 2009-10       | 5   | 4   | 0  | 0  | —  | —   | 5   | 4   |
| Tranmere Rovers F. C. Inglaterra      | 3.ª           | 2010-11       | 12  | 16  | 0  | 0  | —  | —   | 12  | 16  |
| Tranmere Rovers F. C. Inglaterra      | Total club    | Total club    | 17  | 20  | 0  | 0  | 0  | 0   | 17  | 20  |
| Hull City A. F. C. Inglaterra         | 2.ª           | 2011-12       | 15  | 16  | 0  | 0  | —  | —   | 15  | 16  |
| Hull City A. F. C. Inglaterra         | Total club    | Total club    | 15  | 16  | 0  | 0  | 0  | 0   | 15  | 16  |
| Red Bull Salzburgo · Austria          | 1.ª           | 2013-14       | 31  | 27  | 5  | 3  | 14 | 10  | 50  | 40  |
| Red Bull Salzburgo · Austria          | 1.ª           | 2014-15       | 34  | 39  | 5  | 2  | 11 | 18  | 50  | 59  |
| Red Bull Salzburgo · Austria          | Total club    | Total club    | 65  | 66  | 10 | 5  | 25 | 28  | 100 | 99  |
| R. B. Leipzig II · Alemania           | 4.ª           | 2015-16       | 2   | 1   | —  | —  | —  | —   | 2   | 1   |
| R. B. Leipzig II · Alemania           | Total club    | Total club    | 2   | 1   | 0  | 0  | 0  | 0   | 2   | 1   |
| R. B. Leipzig · Alemania              | 2.ª           | 2015-16       | 14  | 14  | 1  | 3  | —  | —   | 15  | 17  |
| R. B. Leipzig · Alemania              | 1.ª           | 2016-17       | 33  | 39  | 1  | 2  | —  | —   | 34  | 41  |
| R. B. Leipzig · Alemania              | 1.ª           | 2017-18       | 33  | 52  | 2  | 1  | 12 | 21  | 47  | 74  |
| R. B. Leipzig · Alemania              | 1.ª           | 2018-19       | 33  | 27  | 6  | 6  | 1  | 0   | 40  | 33  |
| R. B. Leipzig · Alemania              | 1.ª           | 2019-20       | 32  | 34  | 0  | 0  | 10 | 12  | 42  | 46  |
| R. B. Leipzig · Alemania              | 1.ª           | 2020-21       | 33  | 30  | 6  | 5  | 8  | 16  | 47  | 51  |
| R. B. Leipzig · Alemania              | 1.ª           | 2021-22       | 33  | 34  | 5  | 2  | 11 | 21  | 49  | 57  |
| R. B. Leipzig · Alemania              | 1.ª           | 2022-23       | 6   | 10  | 1  | 5  | 3  | 6   | 10  | 21  |
| R. B. Leipzig · Alemania              | 1.ª           | 2023-24       | 13  | 9   | 2  | 3  | 3  | 3   | 18  | 15  |
| R. B. Leipzig · Alemania              | 1.ª           | 2024-25       | 9   | 5   | 1  | 1  | 4  | 9   | 14  | 15  |
| R. B. Leipzig · Alemania              | Total club    | Total club    | 239 | 254 | 25 | 28 | 52 | 88  | 316 | 370 |
| Total carrera                         | Total carrera | Total carrera | 356 | 389 | 35 | 33 | 77 | 116 | 468 | 538 |
| (1) Hace referencia a goles encajados |               |               |     |     |    |    |    |     |     |     |

## Palmarés

### Títulos nacionales
| Título                | Club               | País     | Año  |
| --------------------- | ------------------ | -------- | ---- |
| Bundesliga            | Red Bull Salzburgo | Austria  | 2014 |
| Copa de Austria       | Red Bull Salzburgo | Austria  | 2014 |
| Bundesliga            | Red Bull Salzburgo | Austria  | 2015 |
| Copa de Austria       | Red Bull Salzburgo | Austria  | 2015 |
| Copa de Alemania      | R. B. Leipzig      | Alemania | 2022 |
| Copa de Alemania      | R. B. Leipzig      | Alemania | 2023 |
| Supercopa de Alemania | R. B. Leipzig      | Alemania | 2023 |

## Vida personal
Diana & Peter se conocieron en 2010 en un pub en Budapest. En aquellos momentos ella cursaba sus estudios de organizadora de bodas y diseño de eventos en su primer año en la Universidad y él, futbolista internacional de profesión, estaba disfrutando de unas merecidas vacaciones. Estuvieron toda la noche hablando, entre risas y miradas furtivas, pero ninguno de los dos se atrevió a dar un paso más. Justo una semana después se volvieron a encontrar en el mismo lugar y en ese instante, por fin, intercambiaron sus números de teléfono y desde ese momento se volvieron inseparables.
Se casaron en agosto de 2016.
El 23 de junio de 2019 nació a las 13:28 su primer hijo llamado Dominik Zoltán Gulácsi.